# Root-Gletscher
Der Root-Gletscher ist ein 22,4 km langer linker Tributärgletscher des Kennicott-Gletschers in den Wrangell Mountains in Alaska (USA).
Das Nährgebiet des Root-Gletschers befindet sich an der Südflanke des Regal Mountain. Unterhalb des steilen Gletscherabschnitts Stairway Icefall strömt der 1,9 km breite Root-Gletscher noch 14 km nach Süden, bevor er auf den Kennicott-Gletscher trifft.
Benannt wurde der Gletscher 1899 nach Elihu Root (1845–1937), Kriegs- und später Außenminister der Vereinigten Staaten.